# Evangelisch-Lutherische Landeskirche Mecklenburgs
Die Evangelisch-Lutherische Landeskirche Mecklenburgs war zwischen 1945 und 1969 und wieder von 1991 bis 2012 eine der Gliedkirchen (Landeskirchen) der Evangelischen Kirche in Deutschland (EKD). Wie alle Landeskirchen war sie eine Körperschaft des öffentlichen Rechts mit Sitz in Schwerin. Die Kirche hatte 193.000 Gemeindeglieder (Stand: Februar 2011) in 270 Kirchgemeinden (mecklenburgische Bezeichnung für Kirchengemeinde). Bischofskirche der Landeskirche war der Dom in Schwerin. Zu Pfingsten 2012 ging sie gemeinsam mit der bisherigen Pommerschen Evangelischen Kirche sowie der Nordelbischen Kirche in der Evangelisch-Lutherischen Kirche in Norddeutschland (Nordkirche) auf. Der Fusionsvertrag vom 5. Februar 2009 war bereits am 28. März 2009 von der mecklenburgischen Landessynode in Plau am See mit 39 von 56 Stimmen angenommen worden. In der vereinigten Kirche bildet das Gebiet den Kirchenkreis Mecklenburg.
Die Evangelisch-Lutherische Landeskirche Mecklenburgs war eine der lutherischen Kirchen innerhalb der EKD. Sie war Gliedkirche der Vereinigten Evangelisch-Lutherischen Kirche Deutschlands (VELKD). Sie gehörte zum Lutherischen Weltbund (LWB), zum Ökumenischen Rat der Kirchen (ÖRK) und zur Gemeinschaft Evangelischer Kirchen in Europa (GEKE). Vertraglich verbundene Partnerkirchen waren die Diözese Lichfield der Church of England, die Ohio-Synode der Evangelisch-Lutherischen Kirche in den USA und die Evangelisch-Lutherische Kirche in der Republik Kasachstan. Enge partnerschaftliche Beziehungen bestanden außerdem zur Evangelischen Kirche Augsburgischen Bekenntnisses in Rumänien und zur Pare-Diözese der Evangelisch-Lutherischen Kirche in Tansania.
Die Landeskirche unterhielt zunächst die Mecklenburgische Evangelische Akademie in Rostock, bevor diese 1998 mit der Evangelischen Akademie Greifswald der pommerschen Landeskirche zur Evangelischen Akademie Mecklenburg-Vorpommern in Rostock fusionierte.

## Gebiet der Landeskirche
Das Gebiet der Evangelisch-Lutherischen Landeskirche Mecklenburgs umfasste das ehemalige Land Mecklenburg, das seit der Vereinigung des Freistaats Mecklenburg-Strelitz mit dem Freistaat Mecklenburg-Schwerin 1934 bestand. Heute bildet das Gebiet mit Vorpommern das Land Mecklenburg-Vorpommern. Einige Gemeinden der Landeskirche gehörten auch zu den Ländern Niedersachsen, Schleswig-Holstein und Brandenburg.

## Geschichte

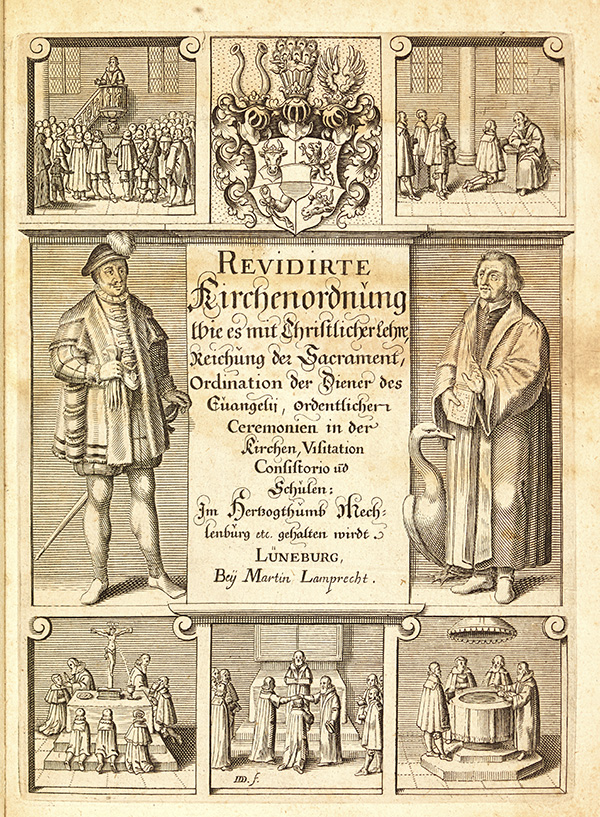
Titelblatt der Kirchenordnung, Ausgabe von 1650

Nach dem Sieg Heinrichs des Löwen 1160 über die Obotriten und nach der Verlegung des gleichfalls 1160 wiederbegründeten Bistums Mecklenburg nach Schwerin (zwischen 1160 und 1170) begann seit der Mitte des 12. Jahrhunderts die Christianisierung Mecklenburgs. Erster Bischof von Schwerin wurde 1166 der Zisterziensermönch Berno. 1171 wurde der erste Schweriner Dom geweiht. Kurz vor dem Einsetzen der Reformation um 1500 lebten in Mecklenburg etwa 1800 Pfarrer und Vikare und 500 Mönche bei 130.000 Einwohnern.
Die Reformation hielt in Mecklenburg ab 1523 unter den Herzögen Heinrich V. (1503) und Albrecht VII. (1503 bis 1547) Einzug, ohne dass es zu einer obrigkeitlich verordneten Durchführung kam. Die lutherische Prägung war dabei vorherrschend. Zu den bekanntesten Predigern gehörte Joachim Slüter (um 1490 bis 1532) als Kaplan der Rostocker Petrikirche. Spätestens seit dem von Johann Albrecht I. einberufenen Landtag an der Sagsdorfer Warnowbrücke (20. Juni 1549), der das von Kaiser Karl V. diktierte Augsburger Interim ablehnte, bekannte sich ganz Mecklenburg zur lutherischen Lehre. Später gab es auch eine reformierte Gemeinde in Bützow. Diese ist bis heute selbständig und gehört nicht zur Landeskirche. 1552 erließ die Regierung eine eigene Kirchenordnung, die nach Zustimmung der vereinten Landstände die Grundlage für eine eigenständige Landeskirche bildete und sie auf eine feste rechtliche Grundlage stellte. Mit dem Erlass der Superintendentenordnung im Januar 1571 wurde die Landeskirche durch die Bildung der Kirchenkreise Wismar, Güstrow, Parchim, Schwerin, Rostock und Neubrandenburg neu strukturiert. 1701 wurde Mecklenburg in die beiden (Teil-)Herzogtümer Mecklenburg-Schwerin und Mecklenburg-Strelitz aufgeteilt. Von 1775 bis 1910 bestand ein Konsistorium in Rostock. 1850 wurde für Mecklenburg-Schwerin ein Oberkirchenrat eingesetzt. Ab 1901 gab es ein Predigerseminar in Schwerin unter der Leitung von Ernst Haack. Für Mecklenburg-Strelitz bestand ebenfalls ein Konsistorium, zuletzt mit Sitz in Neustrelitz, und führte ab 1909 ebenfalls die Bezeichnung Oberkirchenrat.
Oberhaupt (Leiter) der Kirche(n) waren seit der Reformation bis 1918 die jeweiligen Regenten (Herzöge, Großherzöge) beider mecklenburgischer Landesteile als summus episcopus. In Mecklenburg-Schwerin übten sie die geistliche Oberaufsicht durch sieben ernannte Superintendenten in den Superintendenturen Schwerin, Wismar, Güstrow, Rostock, Doberan, Parchim und Malchin aus. In Mecklenburg-Strelitz gab es eine Superintendentur, die bis Mitte des 18. Jahrhunderts in Neubrandenburg bestand und dann in die neu gegründete Residenzstadt Neustrelitz verlegt wurde.
Nach dem Wegfall des landesherrlichen Kirchenregiments kam es 1921 zu einem Neuaufbau der Landeskirchen. Sie gaben sich 1921 Verfassungen mit einem von der Landessynode gewählten Landesbischof. Zum Jahreswechsel 1933/34 vereinigten sich beide Landeskirchen wieder zur Evangelisch-Lutherischen Landeskirche Mecklenburgs.
Nach dem Zweiten Weltkrieg trat die Evangelisch-Lutherische Landeskirche Mecklenburgs der neu gegründeten Evangelischen Kirche in Deutschland (EKD) bei und war Mitbegründerin der VELKD. 1969 trat die Landeskirche aus der EKD aus und gründete mit den anderen Landeskirchen im Gebiet der DDR und von Berlin (Ost) den Bund der Evangelischen Kirchen in der DDR. 1991 trat die Landeskirche wieder der EKD bei.
Ebenso wie viele andere Landeskirchen wollte sich auch Mecklenburg nach der Bewältigung der unmittelbaren Nachkriegszeit in den fünfziger Jahren eine neue Verfassung geben. Diese sollte den Gemeinden größere Mitbestimmung ermöglichen, den Kirchenkreis durch die Einrichtung von Kirchenkreissynoden zu einer echten Mittelinstanz ausbauen und Leitung und Verwaltung durch die Einrichtung einer synodalen Kirchenleitung trennen.
Nach dem 1957 beschlossenen Entwurf dieser Verfassung sollte der Landesbischof weder Teil des Konsistoriums noch der Synode sein, sondern neben dem Bischofsamt lediglich den Vorsitz in der Kirchenleitung führen.

Der Staat legte jedoch 1958 Einspruch gegen die Verkündung dieser Verfassung ein, so dass diese nie in Kraft getreten ist. Da auch in Mecklenburg der Bedarf nach Veränderung der kirchlichen Strukturen aber weiter bestand, hat die mecklenburgische Kirche in den folgenden Jahren verfassungsähnliche Regelungen für die Prozesse und Strukturen auf allen Ebenen der Landeskirche getroffen und in Leitungsgesetzen, die mit verfassungsändernder Zweidrittelmehrheit beschlossen wurden, geregelt. Die neuen Regelungen in den jeweiligen Leitungsgesetzen setzen jeweils die entsprechenden Bestimmungen der Verfassung von 1921 außer Kraft und regeln die betreffenden Gegenstände selbst.

## Leitung der Landeskirche
An der Spitze der Evangelisch-Lutherischen Landeskirche Mecklenburgs stand der Landesbischof, der geistliche Leiter der Kirche. Er wurde von der Landessynode für eine Amtszeit von zwölf Jahren gewählt und war Vorsitzender der ebenfalls von der Synode gewählten Kirchenleitung.

### Landesbischöfe seit 1921
- 1921–1933: Gerhard Tolzien (Mecklenburg-Strelitz)
- 1921–1930: Heinrich Behm (Mecklenburg-Schwerin)
- 1930–1934: Heinrich Rendtorff (zunächst Landesbischof Mecklenburg-Schwerins, ab 1933 der vereinigten Kirche)
- 1934–1945: Walther Schultz
- 1946–1971: Niklot Beste
- 1971–1984: Heinrich Rathke
- 1984–1996: Christoph Stier
- 1996–2007: Hermann Beste
- 2007–2012: Andreas von Maltzahn, anschließend gemeinsam mit Hans-Jürgen Abromeit bis 2019 Bischof im Sprengel Mecklenburg und Pommern der Ev.-Luth. Kirche in Norddeutschland

## Landessynode
Als gesetzgebende Körperschaft hatte die Landeskirche eine Landessynode. Deren Mitglieder, die Synodalen, wurden auf sechs Jahre zu etwa zwei Drittel von den Kirchenältesten der Kirchgemeinden gewählt. Die anderen wurden von der Kirchenleitung, der Synode selbst und vom Konvent der Landessuperintendenten gewählt. Die Aufgabe der Synode ähnelte der von politischen Parlamenten. Sie tagte in der Regel zweimal jährlich. Vorsitzender der Synode war der Präses, früher der Präsident der Landessynode. Die Wahlen zur verfassungsgebenden Landessynode der Evangelisch-Lutherischen Kirche von Mecklenburg-Schwerin fanden 1921 statt. Sie wurde am 15. April 1921 eröffnet. Nach der Vereinigung der beiden mecklenburgischen Kirchen 1934 trug die Synode die Bezeichnung „Landessynode der Evangelisch-Lutherischen Landeskirche Mecklenburgs“.
Präsidenten und Präsides der Landessynode ab 1921:
- 1921–1933: Adolf Langfeld (1854–1939)
- 1933–1945: Theodor Klaehn (1883–1963)
- 1946–1952: Friedrich Stratmann (1875–1952)
- 1952–1965: Albrecht Hachtmann (1901–1965)[4]
- 1965–1970: Hilde Lewerenz (* 1910)
- 1970–1988: Siegfried Wahrmann (1918–1996)
- 1988–1994: Hans-Joachim Bartsch (* 1934)
- 1994–2006: Heiner Möhring (* 1941)
- 2006–2008: Hans-Joachim Seel (* 1951)
- 2008–2012: Heiner Möhring (* 1941)
- 2012–0000: Christoph de Boor (* 1961)

## Verwaltung der Landeskirche

### Oberkirchenrat und Verwaltungshierarchie
Der Oberkirchenrat in Schwerin, der das Kollegium und die Mitarbeiter der Landeskirche umfasste, führte die laufenden Geschäfte. Er war für die Verwaltungsangelegenheiten zuständig und führte im Auftrag der Kirchenleitung die Dienstaufsicht über die Gemeinden, Kirchenkreise und kirchlichen Amtsträger. Leiter des Oberkirchenrats war ein Präsident (bis 1996 immer ein Jurist), der von der Landessynode auf zwölf Jahre gewählt wurde. Zum Kollegium gehörten neben dem Präsidenten weitere Oberkirchenräte und der Landesbischof.
Oberkirchenratspräsidenten:
- 1855–1886: Friedrich Kaysel (1808–1895)
- 1886–1894: Theodor Kliefoth (1810–1895)
- 1894–1923: Adolf Giese (1852–1923)
- 1923–1924: Gottfried Bierstedt (1853–1924)
- 1925–1934: Emil Lemcke (1870–1946)
- 1934–1945: Hermann Schmidt zur Nedden (1893–1973)
- 1946–1959: Gustav Spangenberg (1884–1972)
- 1959–1970: Konrad Müller (1900–1977)
- 1970–1975: Siegfried Rossmann (1917–1975)
- 1975–1976: Johann-Georg Schill (1908–1988)
- 1977–1994: Peter Müller (* 1939)
- 1994–1996: Menno Aden (* 1942)
- 1996–2002: (amtierend) Eckart Schwerin (1937–2009)
- 2001–2012: (amtierend) Andreas Flade (* 1950)

Der Landesbischof war Vorsitzender der Kirchenleitung („Regierung“ der Kirche). Zu dieser gehörten, neben dem Bischof, der Präses der Synode und fünf weitere Synodale, der Präsident des Oberkirchenrats, drei weitere Oberkirchenräte sowie ein Landessuperintendent.
In der Verwaltungshierarchie war die Landeskirche von unten nach oben wie folgt aufgebaut:
- An der Basis standen die Kirchgemeinden als Körperschaften des öffentlichen Rechts mit gewählten Kirchenvorständen, dem „Kirchgemeinderat“. Die Mitglieder dieses Gremiums hießen „Kirchenälteste“.
- Mehrere Kirchgemeinden bildeten zusammen eine Propstei (in der allgemeinen Verwaltung einem Landkreis vergleichbar), an dessen Spitze ein Propst stand. Die Propsteien hatten als Gremium die Propsteisynode, deren Mitglieder von den jeweiligen Kirchengemeinderäten bestellt wurden.
- Mehrere Propsteien bildeten zusammen einen Kirchenkreis (in der allgemeinen Verwaltung einem Regierungsbezirk vergleichbar), dem ein Landessuperintendent vorstand. Ihm stand der Kirchenkreisrat zur Seite. Die fünf Kirchenkreise waren Körperschaften des öffentlichen Rechts und bildeten zusammen die Landeskirche (in der allgemeinen Verwaltung dem Bundesland vergleichbar).

### Kirchenkreise und Propsteien
Die Kirchenkreise wurden von Landessuperintendenten geleitet, die in Rostock, Wismar, Güstrow, Parchim und Neustrelitz (Kirchenkreis Stargard) ihren Sitz hatten. Vom Jahr 2012 an befand sich die zentrale Kirchenkreisverwaltung in Schwerin, in Güstrow und Neubrandenburg gab es Außenstellen. Die vormals eigenen Verwaltungen der fünf Kirchenkreise wurden schrittweise zusammengeführt.
- Kirchenkreis Rostock
  - Propstei Bad Doberan
  - Propstei Rostock
  - Propstei Ribnitz-Sanitz
- Kirchenkreis Wismar
  - Propstei Bukow
  - Propstei Crivitz
  - Propstei Gadebusch
  - Propstei Grevesmühlen
  - Propstei Schwerin-Land
  - Propstei Schwerin-Stadt
  - Propstei Sternberg
  - Propstei Wismar
- Kirchenkreis Güstrow
  - Propstei Bützow
  - Propstei Güstrow
  - Propstei Gnoien
  - Propstei Krakow/Malchin
  - Propstei Müritz
- Kirchenkreis Parchim
  - Propstei Boizenburg/Wittenburg
  - Propstei Hagenow
  - Propstei Ludwigslust-Dömitz
  - Propstei Parchim
- Kirchenkreis Stargard
  - Propstei Friedland
  - Propstei Neubrandenburg
  - Propstei Stargard
  - Propstei Stavenhagen
  - Propstei Strelitz

### Kirchgemeinden
Die 26 Propsteien waren in 270 Kirchgemeinden (Bezeichnung der Kirchengemeinden in der Landeskirche Mecklenburgs) unterteilt.

### Amt für Gemeindedienst
Das Amt für Gemeindedienst der Landeskirche Mecklenburg war zuständig für Beratung und Begleitung der Gemeinden. In ihm wurden Fragestellungen und verschiedenste Arbeitsfelder wie beispielsweise Religionsunterricht für Erwachsene, Glaubenskurse, Besuchsdienste und andere Bereiche bearbeitet. Im Amt für Gemeindedienst wurden Materialien auf- und Vorbereitet und den Gemeinden sowie den in der Kirche Beschäftigten zur Verfügung gestellt. Das Amt wurde von Landespastor Christian Höser geleitet. Der Dienstsitz lag am Domplatz in Güstrow.

## Gesangbücher
Die Gemeinden der Evangelisch-Lutherischen Landeskirche Mecklenburgs sangen in den letzten Jahrzehnten vor allem aus folgenden Gesangbüchern:
- Mecklenburgisches Kirchengesangbuch, eingeführt mit Genehmigung des herzoglichen Consistorii zu Rostock im Jahre 1764 sowie neue verbesserte Ausgabe mit Anhang von 50 „Geistlichen Liedern“, eingeführt im März 1905
- Neues Mecklenburgisches Gesangbuch nebst einem Anhange von Gebeten, wie auch Evangelien und Episteln mit Großherzoglich Allergnäd. Special-Privilegio, eingeführt 1794
- Gesangbuch zum gottesdienstlichen Gebrauch für die evangelischen Gemeinen in Mecklenburg-Strelitz mit Großherzoglich Mecklenburg-Strelitzischem allergnädigsten Privilegio; eingeführt 1832
- Gesangbuch für die evangelisch-lutherische Kirche in Mecklenburg-Strelitz, eingeführt 1875
- Gesangbuch der Evang.-luth. Landeskirche von Mecklenburg-Schwerin bzw. Mecklenburg-Strelitz bzw. der vereinigten Landeskirche Mecklenburgs – Einheitsgesangbuch der Evang.-luth. Landeskirchen in Schleswig-Holstein-Lauenburg, Hamburg, Mecklenburg-Schwerin, Lübeck, Mecklenburg-Strelitz und Eutin; eingeführt 1930
- Evangelisches Kirchengesangbuch – Ausgabe für die Evang.-Luth. Landeskirche Mecklenburgs; eingeführt ca. 1950
- Evangelisches Kirchengesangbuch – Ausgabe für die Evang.-Luth. Landeskirche Mecklenburgs, Evang.-Luth. Landeskirche Sachsens, Evang.-Luth. Kirche in Thüringen; eingeführt 1975 in allen luth. Kirchen der DDR
- Evangelisches Gesangbuch – Ausgabe für die Evangelisch-Lutherische Landeskirche Mecklenburgs; eingeführt am 1. Advent 1994
- Evangelisches Gesangbuch – Ausgabe für die Evangelisch-Lutherische Landeskirche Mecklenburgs und für die Pommersche Evangelische Kirche, eingeführt im Jahr 2000.